# 侍従川
侍従川（じじゅうがわ）は、横浜市金沢区を流れる河川。二級水系の本流である。

## 地理
鎌倉市と横浜市の境にある朝比奈峠を水源として、横浜市金沢区を横断し、金沢八景の平潟湾に注ぐ、長さ約2キロメートルの都市河川である。

## 環境
かつては生活用水として利用されていたが、戦後急速に汚染が進み、1970年代には水は濁り、メタンガスが発生する魚影が全く消えた川になった。現在では下水道の整備や工場排水の処理改善等によりある程度水質は改善したものの、下流部では依然として耐久消費財等の粗大ゴミが投棄され、メタンガスが発生している状況である。なお、ヘドロが堆積している箇所では浚渫による浄化作業が行われている。

## 名称の由来
言い伝えとして、歌舞伎、浄瑠璃などの演目が知られる小栗判官照手姫に出てくる照手姫が身を投げたことを嘆き、その侍従がこの川に飛び込んだことからこの名前がついたと言われる。

## 橋梁
（上流）
- 金之橋
- 暗渠（神奈川県道23号原宿六ツ浦線）
- 耕地橋
- 朝比奈橋
- 地蔵前橋
- 里野橋
- 大道橋（神奈川県道23号原宿六ツ浦線）
- 加倉橋
- 中野橋
- 第二山王橋
- 二の橋
- 山王橋
- 明戸橋
- 長島橋
- 大道東橋
- 泥牛橋
- 加寿美橋
- 六浦二号橋（神奈川県道23号原宿六ツ浦線）
- 諏訪の橋
- 侍従橋（神奈川県道205号金沢逗子線）
- 高橋
- 汐見橋
- （←右支川を合流）
- （京急逗子線）
- 新川橋
- （京急本線）
- 内川橋
- 雪見橋
- 雪見人道橋
- 平潟橋

（河口）